# AEW Dynasty (2025)
Dynasty 2025 a fost un eveniment pay-per-view (PPV) de wrestling profesionist produs de All Elite Wrestling (AEW). A fost a doua ediție anuală a Dynasty și a avut loc pe 6 aprilie 2025, la Liacouras Center din Philadelphia, Pennsylvania, marcând primul eveniment PPV al AEW care a avut loc în Pennsylvania.
La eveniment au fost disputate doisprezece meciuri, inclusiv două în pre-show-ul „Zero Hour”. În Main Event, Jon Moxley l-a învins pe Swerve Strickland pentru a-și păstra AEW World Championship. În alte meciuri importante, Kenny Omega i-a învins pe Ricochet și „Speedball” Mike Bailey într-un meci în trei pentru a-și păstra AEW International Championship, iar Adam Cole l-a învins pe Daniel Garcia pentru a câștiga AEW TNT Championship. Evenimentul a inclus și revenirea The Young Bucks (Matthew Jackson și Nicholas Jackson) după o pauză din octombrie 2024.

## Rezultate
| No.                                                                                                  | Results | Stipulations | Times |
| --- | --- | --- | ----- |
| 1P                                                                                                   | Nick Wayne și CRU (Action Andretti și Lio Rush) (alături de Kip Sabian și Mother Wayne) înving pe AR Fox și Top Flight (Dante Martin și Darius Martin) (alături de Leila Grey) prin pinfall | Meci Trios | 11:15 |
| 2P                                                                                                   | Anthony Bowens (alături de Billy Gunn) învinge pe Max Caster prin pinfall | Meci Singles | 0:40  |
| 3 | Will Ospreay învinge pe Kevin Knight prin pinfall | Sferturile de finală a turneului masculin Owen Hart Cup.                                                                            | 13:50 |
| 4 | The Hurt Syndicate (Bobby Lashley și Shelton Benjamin) (c) (alături de MVP) înving pe The Learning Tree (Big Bill și Bryan Keith) prin pinfall                                              | Meci Tag Team pentru AEW World Tag Team Championship                                                                                | 11:00 |
| 5 | Mercedes Moné învinge pe Julia Hart prin pinfall | Sferturile de finală a turneului feminin Owen Hart Cup.                                                                             | 13:00 |
| 6 | Death Riders (Claudio Castagnoli, Pac, și Wheeler Yuta) (c) înving pe Rated FTR (Cope, Cash Wheeler, și Dax Harwood) prin pinfall                                                           | Meci Trios pentru AEW World Trios Championship                                                                                      | 14:45 |
| 7 | "Timeless" Toni Storm (c) (alături de Luther) învinge pe Megan Bayne (alături de Penelope Ford) prin pinfall                                                                                | Meci Singles pentru AEW Women's World Championship                                                                                  | 15:25 |
| 8 | Kyle Fletcher (alături de Don Callis) învinge pe Mark Briscoe prin pinfall | Sferturile de finală a turneului masculin Owen Hart Cup.                                                                            | 16:15 |
| 9 | Bandido învinge pe Chris Jericho prin pinfall | Meci Singles Mască vs Titlul ROH World Championship                                                                                 | 18:15 |
| 10                                                                                                   | Adam Cole învinge pe Daniel Garcia (c) prin pinfall | Meci Singles pentru AEW TNT Championship. Acest meci nu a avut limită de timp și interferențele din exterior erau strict interzise. | 15:35 |
| 11                                                                                                   | Kenny Omega (c) învinge pe Ricochet și "Speedball" Mike Bailey prin pinfall | Meci în trei pentru AEW International Championship                                                                                  | 31:00 |
| 12                                                                                                   | Jon Moxley (c) (alături de Marina Shafir) învinge pe Swerve Strickland (alături de Prince Nana) prin pinfall                                                                                | Meci Singles pentru AEW World Championship                                                                                          | 31:35 |
| \| (c) \| – Campionul înainte de meci \| \| P \| – Meciul a fost difuzat în pre-show-ul Zero Hour \| | | |       |
| (c)                                                                                                  | – Campionul înainte de meci | |       |
| P | – Meciul a fost difuzat în pre-show-ul Zero Hour | |       |